# Język jakucki
Język jakucki – język Jakutów, narodu zamieszkującego wschodnią Syberię. Mówi nim ok. 450 tys. ludzi.  
Zaliczany do języków turkijskich, jednak jest stosunkowo odrębny od pozostałych przedstawicieli tej rodziny. Został poddany silnym wpływom języków tunguskich i mongolskich.   
Blisko spokrewniony język dołgański bywa uznawany za dialekt jakuckiego. Dołgański odróżnia się silniejszym wpływem tunguskiego podłoża językowego.
Edward Piekarski, językoznawca-zesłaniec, opracował w latach 1907–1930 13-tomowy  Słowar´ jakutskogo jazyka.
W użyciu jest też język rosyjski. Jakucki dominuje na terenach wiejskich. Jest to historycznie ugruntowana lingua franca Jakucji (posługują się nim różne grupy ludności); w dodatku jest wykorzystywany w edukacji, obok rosyjskiego.

## Charakterystyka językowa
Jakucki jest językiem aglutynacyjnym, ale ma też elementy fleksyjne. Charakterystyczną cechą fonetyki jest obecność samogłosek długich oraz dyftongów (ыа „ya”, уо „uo”, иэ „ie”, үө „üö”), a także najbardziej wśród języków turkijskich rozwinięta harmonia wokalna, która w języku jakuckim występuje w trzech odmianach; są to: harmonia palatalna (np. *a-e > a-a; *e-a > e-e), harmonia labialna (np. *a-u > a-y; *e-ü > e-i; *ö-i > ö-ü) oraz atrakcja labialna (*o-a > o-o; *ö-e > ö-ö).
W języku jakuckim występują dwie deklinacje: posesywna i nieposesywna. Nieposesywna (koń, konia itd.) jest deklinacją podstawową, podczas gdy posesywna (mój koń, mojego konia itd.) jest zbudowana na bazie nieposesywnej, acz nie zawsze jest to proste połączenie sufiksu posesywnego (np. w znaczeniu ‘mój’) z sufiksem deklinacyjnym. W deklinacji nieposesywnej występują następujące przypadki (w nawiasach podany jest ich wykładnik morfologiczny w postaci podstawowej, tzn. występującej po tematach zakończonych na samogłoskę):
- Nominativus (-, tzn. brak osobnego wykładnika)
- Dativus (-ga)
- Accusativus (-ny)
- Accusativus partitivus (-ta)
- Accusativus comitativus (-lary)
- Ablativus (-ttan)
- Instrumentalis (-nan)
- Comparativus (-taaghar)
- Comitativus (-lyyn; po nazwach pokrewieństwa: -naan)

Czasownik posiada bogactwo form.

## Alfabet
Historia zapisu języka jakuckiego obejmuje cztery etapy:
- do początku lat 20. XX w. – cyrylica;
- 1917–1929 – pismo Nowogrodzowa, w oparciu o alfabet łaciński;
- 1929–1939 – ujednolicony alfabet łaciński;
- od 1939 r. cyrylica.

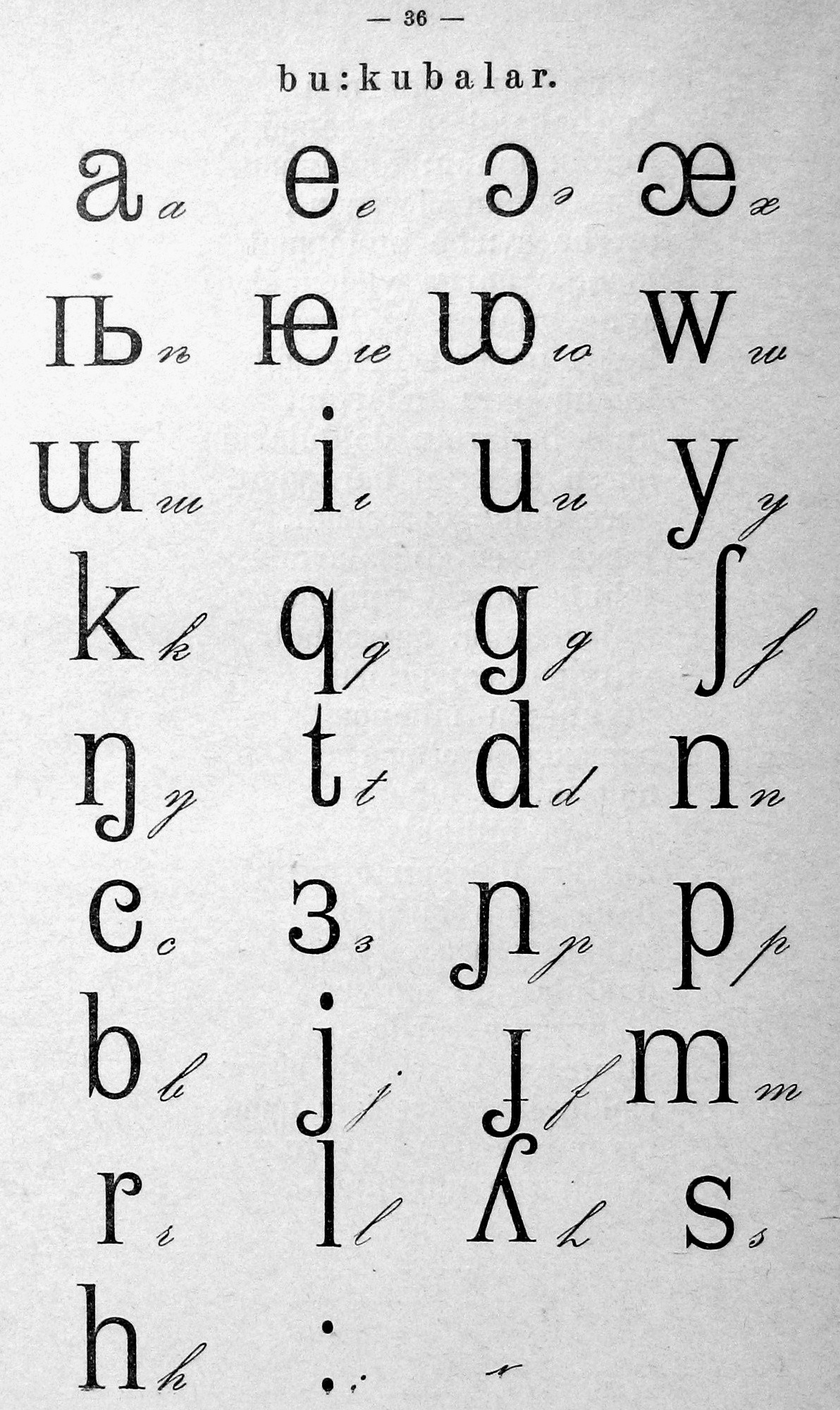
Alfabet Nowgorodow (1917–1927) z podkładu 1929

Alfabet stworzony w 1922 przez S. Nowgorodowa na bazie międzynarodowego alfabetu fonetycznego, od 1939 cyrylica.
Jakucki alfabet łaciński (1929–1939):
| A a   | B в | C c | Ç ç | D d | E e   | G g | Ƣ ƣ |
| H h   | I i | J j | K k | L l | Lj lj | M m | N n |
| Nj nj | Ꞑ ꞑ | O o | Ɵ ɵ | P p | Q q   | R r | S s |
| T t   | U u | Y y | Ь ь | '   |       |     |     |

Jakucka cyrylica (od 1939 do chwili obecnej):
| А а | Б б | В в   | Г г | Ҕ ҕ | Д д | Дь дь | Е е |
| Ё ё | Ж ж | З з   | И и | Й й | К к | Л л   | М м |
| Н н | Ҥ ҥ | Нь нь | О о | Ө ө | П п | Р р   | С с |
| Һ һ | Т т | У у   | Ү ү | Ф ф | Х х | Ц ц   | Ч ч |
| Ш ш | Щ щ | Ъ ъ   | Ы ы | Ь ь | Э э | Ю ю   | Я я |

Alfabet jakucki składa się z 40 liter.
| Litera | Nazwa jakucka  | MAF       | Uwagi                                                      |
| ------ | -------------- | --------- | ---------------------------------------------------------- |
| А а    | а              | [a]       |                                                            |
| Б б    | бэ             | [b]       |                                                            |
| В в    | вэ             | [v]       | Wykorzystywana tylko w zapożyczeniach z języka rosyjskiego |
| Г г    | гэ             | [g]       |                                                            |
| Ҕ ҕ    | ҕэ             | [ɣ], [ʁ]  |                                                            |
| Д д    | дэ             | [d]       |                                                            |
| Дь дь  | дьэ            | [ɟ]       |                                                            |
| Е е    | е              | [e], [je] | Wykorzystywana tylko w zapożyczeniach z języka rosyjskiego |
| Ё ё    | ё              | [jo]      | Wykorzystywana tylko w zapożyczeniach z języka rosyjskiego |
| Ж ж    | жэ             | [ʒ]       | Wykorzystywana tylko w zapożyczeniach z języka rosyjskiego |
| З з    | зэ             | [z]       | Wykorzystywana tylko w zapożyczeniach z języka rosyjskiego |
| И и    | и              | [i]       |                                                            |
| Й й    | йот            | [j], [j̃]  |                                                            |
| К к    | ка             | [k], [q]  |                                                            |
| Л л    | эл             | [l]       |                                                            |
| М м    | эм             | [m]       |                                                            |
| Н н    | эн             | [n]       |                                                            |
| Ҥ ҥ    | эҥ             | [ŋ]       | Ligatura нг                                                |
| Нь нь  | эньэ           | [ɲ]       |                                                            |
| О о    | о              | [o]       |                                                            |
| Ө ө    | ө              | [ø]       |                                                            |
| П п    | пэ             | [p]       |                                                            |
| Р р    | эр             | [r]       |                                                            |
| С с    | эс             | [s]       |                                                            |
| Һ һ    | һэ             | [h]       |                                                            |
| Т т    | тэ             | [t]       |                                                            |
| У у    | у              | [u]       |                                                            |
| Ү ү    | ү              | [y]       |                                                            |
| Ф ф    | эф             | [f]       | Wykorzystywana tylko w zapożyczeniach z języka rosyjskiego |
| Х х    | ха             | [x]       |                                                            |
| Ц ц    | цэ             | [ʦ]       | Wykorzystywana tylko w zapożyczeniach z języka rosyjskiego |
| Ч ч    | че             | [ʧ]       |                                                            |
| Ш ш    | ша             | [ʃ]       | Wykorzystywana tylko w zapożyczeniach z języka rosyjskiego |
| Щ щ    | ща             | [ɕː]      | Wykorzystywana tylko w zapożyczeniach z języka rosyjskiego |
| Ъ ъ    | кытаанах бэлиэ | [◌.]      | Wykorzystywana tylko w zapożyczeniach z języka rosyjskiego |
| Ы ы    | ы              | [ɯ]       |                                                            |
| Ь ь    | сымнатар бэлиэ | [◌ʲ]      |                                                            |
| Э э    | э              | [e]       |                                                            |
| Ю ю    | ю              | [ju]      | Wykorzystywana tylko w zapożyczeniach z języka rosyjskiego |
| Я я    | я              | [ja]      | Wykorzystywana tylko w zapożyczeniach z języka rosyjskiego |